# Windows NT
 (транскр.  Windows Ен-Ти; од: Windows New Technologies) заједничко је име за породицу оперативних система „нових технологија“ које је развио Microsoft, а чија је прва верзија била доступна у јулу 1993. Windows NT је првобитно био дизајниран да буде моћан оперативан систем заснован на језицима високог нивоа, независан од типа процесора, да подржава рад са више процесора и истовремено опслужује произвољан број корисника, тј. да буде пандан јуниксу и допуна верзијама дотадашњим Windows-а који су били засновани на MS DOS-у. Био је прва потпуно тридесетдвобитна верзија Windows-а, док су његови пандани оријентисани ка кућним корисницима Windows-а верзије 3, 95 и 98 били шеснаестобитни или тридесетдвобитни хибридни системи. Последњи оперативни систем у Windows NT породици јесте Windows Server 2025.

## Системски захтеви
| Windows верзија           | CPU | RAM    | Слободан простор на хард диску |
| ------------------------- | --- | ------ | ------------------------------ |
| NT 3.1                    | i386, 25 MHz | 12 MB  | 90 MB                          |
| NT 3.1 Advanced Server    | i386, 25 MHz | 16 MB  | 90 MB                          |
| NT 3.5 Workstation        | i386, 25 MHz | 12 MB  | 90 MB                          |
| NT 3.5 Server             | i386, 25 MHz | 16 MB  | 90 MB                          |
| NT 3.51 Workstation       | i386, 25 MHz | 12 MB  | 90 MB                          |
| NT 3.51 Server            | i386, 25 MHz | 16 MB  | 90 MB                          |
| NT 4.0 Workstation        | i486, 25 MHz | 12 MB  | 124 MB                         |
| NT 4.0 Server             | i486, 25 MHz | 16 MB  | 124 MB                         |
| 2000 Professional         | Pentium, 133 MHz | 32 MB  | 650 MB                         |
| 2000 Server               | Pentium, 133 MHz | 128 MB | 650 MB                         |
| XP                        | Pentium, 233 MHz | 64 MB  | 1.5 GB                         |
| Server 2003               | 133 MHz | 128 MB | 1.5 GB                         |
| Vista Home Basic          | 800 MHz | 512 MB | 20 GB                          |
| Vista (other editions)    | 1 GHz | 1 GB   | 40 GB                          |
| 7 for IA-32               | 1 GHz | 1 GB   | 16 GB                          |
| 7 for x64                 | 1 GHz | 2 GB   | 20 GB                          |
| 8 for IA-32               | 1 GHz with NX bit, SSE2, PAE | 1 GB   | 16 GB                          |
| 8 for x64                 | 1 GHz with NX bit, SSE2, PAE | 2 GB   | 20 GB                          |
| 8.1 for IA-32             | 1 GHz with NX bit, SSE2, PAE | 1 GB   | 16 GB                          |
| 8.1 for x64               | 1 GHz with NX bit, SSE2, PAE, CMPXCHG16b, PrefetchW and LAHF/SAHF | 2 GB   | 20 GB                          |
| 10 for IA-32 (RTM-v1809)  | 1 GHz with NX bit, SSE2, PAE | 1 GB   | 16 GB                          |
| 10 for x64 (RTM-v1809)    | 1 GHz with NX bit, SSE2, PAE, CMPXCHG16b, PrefetchW and LAHF/SAHF | 2 GB   | 20 GB                          |
| 10 for IA-32 (v1903-22H2) | 1 GHz with NX bit, SSE2, PAE | 1 GB   | 32 GB                          |
| 10 for x64 (v1903-22H2)   | 1 GHz with NX bit, SSE2, PAE, CMPXCHG16b, PrefetchW and LAHF/SAHF | 2 GB   | 32 GB                          |
| 11 for x64                | Intel 8th-Gen CPU or AMD Zen+-based CPU; Trusted Platform Module (TPM) 2.0 or equivalent crypto-processor A X86-64 v2 CPU is required starting from version 24H2, dropping unofficial support for X86-64 v1. | 4 GB   | 64 GB                          |
| 11 for ARM64              | Qualcomm Snapdragon 850, 7c, 8c, 8cx; Microsoft SQ1, SQ2. An ARMv8.1 CPU is now required starting from version 24H2, dropping unofficial support for ARMv8.0.                                                | 4 GB   | 64 GB                          |